# Daniel López Valdez
Daniel Guadalupe López Valdez (14 de marzo del 2000, Ahome, Sinaloa, México) es un futbolista mexicano, juega como delantero y su actual equipo es el Querétaro FC de la Liga MX.

## Trayectoria

### Inicios y Club Tijuana
Daniel empezó en las fuerzas básicas del CF Monterrey en la categoría Sub-13.
En el año de 2015 al ser visoriado por un agente del Club Tijuana se integra a las fuerzas básicas, teniendo una formación desde la categoría Sub-15 hasta la Sub-20, al igual que participando en el equipo de Tercera División y en el de Segunda División.
Hace su debut en la Liga MX el día 21 de julio de 2017 de la mano del entrenador argentino Eduardo Coudet en el Estadio Caliente ante el Cruz Azul FC.
El 15 de agosto de 2018 anota su primer gol como profesional en un partido de Copa MX ante Juárez. Mientras que su primer gol en la Liga MX lo hizo ante el Veracruz el día 15 de febrero de 2019.

### Dorados de Sinaloa
El 20 de julio de 2020 se hace oficial su llegada a Dorados de Sinaloa. Jugó su primer partido con el club el 18 de agosto en un partido de liga ante Celaya, López arrancó como titular y salió de cambio al minuto 63', al final su equipo terminó cayendo.
Su primer gol con el equipo lo anotó el 25 de agosto ante Alebrijes, después de arrancar como titular en el encuentro anotó gol al minuto 19', posteriormente saldría de cambio al 53' y su equipo se terminaría llevando la victoria en ese encuentro.

### Regreso al Club Tijuana
Para el Apertura 2021 regresa al Club Tijuana siendo registrado en la categoría Sub-20.

### Regreso a Dorados de Sinaloa
El 23 de junio de 2023 se hace oficial su regreso a Dorados de Sinaloa.

## Selección nacional

### Categorías inferiores
El 14 de noviembre de 2017 Se da a conocer la lista definitiva de jugadores qué disputarían la Copa Mundial de Fútbol Sub-17 de 2017 en la India. Jugó su primer partido el 8 de octubre ante la selección de Irak, partido que terminó empatado. Después vio actividad en el segundo encuentro mundialista ante Inglaterra donde el combinado azteca terminó perdiendo, para terminar la fase de grupos tuvo la oportunidad de jugar ante la Selección Chilena terminando el encuentro en un empate sin goles. Al final México fue eliminado en la fase de octavos de final tras una derrota contra Irán.
Fue convocado para el Campeonato Sub-20 de la Concacaf de 2018 por Diego Ramírez. Tuvo una destacada actuación anotando siete goles en todo el torneo, logrando convertir un doblete ante Nicaragua en el primer partido, un gol ante Granada en el cuarto partido, y un doblete contra Aruba, por último consiguió sus últimos dos goles ante las Selecciones de El Salvador y Panamá. México logró pasar a la final de dicho certamen aunque terminó perdiendo ante Estados Unidos.
El 23 de abril de 2019; López fue incluido en la lista definitiva de los 21 jugadores qué disputaron la Copa Mundial de Fútbol Sub-20 de 2019, con sede en Polonia. El único partido donde tuvo actividad fue en el segundo encuentro de la fase de grupos ante Japón, entrando de cambio al minuto 73' por Adrián Lozano.

### Participaciones en fases finales
| Torneo                            | Categoría | Sede           | Resultado        | Partidos | Goles |
| --------------------------------- | --------- | -------------- | ---------------- | -------- | ----- |
| Campeonato de la Concacaf de 2017 | Sub-17    | Estados Unidos | Campeón          | 6        | 6     |
| Copa Mundial 2017                 | Sub-17    | India          | Octavos de final | 4        | 0     |
| Campeonato de la Concacaf 2018    | Sub-20    | Estados Unidos | Subcampeón       | 7        | 7     |
| Copa Mundial 2019                 | Sub-20    | Polonia        | Primera Fase     | 1        | 0     |

## Estadísticas

### Clubes
Actualizado al último partido jugado el 7 de noviembre de 2024.
| C. Tijuana · México               | 1.ª                 | 2017-18             | 1  | 0  | -  | - | - | - | 1   | 0  | 0.00 |
| C. Tijuana · México               | 1.ª                 | 2018-19             | 5  | 1  | 10 | 1 | - | - | 15  | 2  | 0.13 |
| C. Tijuana · México               | Total               | Total               | 6  | 1  | 10 | 1 | 0 | 0 | 16  | 2  | 0.12 |
| Dorados de Sinaloa · México       | 2.ª                 | 2020-21             | 16 | 3  | -  | - | - | - | 16  | 3  | 0.19 |
| Dorados de Sinaloa · México       | 2.ª                 | 2023-24             | 28 | 12 | -  | - | - | - | 28  | 12 | 0.43 |
| Dorados de Sinaloa · México       | 2.ª                 | 2024-25             | 15 | 7  | -  | - | - | - | 15  | 7  | 0.47 |
| Dorados de Sinaloa · México       | Total               | Total               | 59 | 22 | 0  | 0 | 0 | 0 | 59  | 22 | 0.37 |
| Atlante F. C. · México            | 2.ª                 | 2022-23             | 26 | 1  | -  | - | - | - | 26  | 1  | 0.04 |
| Atlante F. C. · México            | Total               | Total               | 26 | 1  | 0  | 0 | 0 | 0 | 26  | 1  | 0.04 |
| Total en su carrera               | Total en su carrera | Total en su carrera | 91 | 24 | 10 | 1 | 0 | 0 | 101 | 25 | 0.25 |
| (1) Incluye datos de Copa México. |                     |                     |    |    |    |   |   |   |     |    |      |

### Selección de México
Actualizado al último partido jugado el 26 de mayo de 2019.
| Selección | Año   | Eliminatorias | Eliminatorias | Eliminatorias | Continental | Continental | Continental | Mundial | Mundial | Mundial | Amistosos | Amistosos | Amistosos | Total | Total | Total  | Media goleadora |
| Selección | Año   | Part.         | Goles         | Asist.        | Part.       | Goles       | Asist.      | Part.   | Goles   | Asist.  | Part.     | Goles     | Asist.    | Part. | Goles | Asist. | Media goleadora |
| --- | ----- | ------------- | ------------- | ------------- | ----------- | ----------- | ----------- | ------- | ------- | ------- | --------- | --------- | --------- | ----- | ----- | ------ | --------------- |
| Sub-17 · México |       |               |               |               |             |             |             |         |         |         |           |           |           |       |       |        |                 |
| 2016 | —     | —             | —             | —             | —           | —           | —           | —       | —       | 2       | 0         | 0         | 2         | 0     | 0     | 0.00   |                 |
| 2017 | —     | —             | —             | 6             | 6           | 0           | 4           | 0       | 1       | —       | —         | —         | 10        | 4     | 1     | 0.40   |                 |
| Total | 0     | 0             | 0             | 6             | 6           | 0           | 4           | 0       | 1       | 2       | 0         | 0         | 12        | 6     | 1     | 0.50   |                 |
| Sub-20 · México |       |               |               |               |             |             |             |         |         |         |           |           |           |       |       |        |                 |
| 2018 | —     | —             | —             | 7             | 7           | 0           | —           | —       | —       | —       | —         | —         | 7         | 7     | 0     | 1.00   |                 |
| 2019 | —     | —             | —             | —             | —           | —           | 1           | 0       | 0       | 1       | 0         | 0         | 2         | 0     | 0     | 0.00   |                 |
| Total | 0     | 0             | 0             | 7             | 7           | 0           | 1           | 0       | 0       | 1       | 0         | 0         | 9         | 7     | 0     | 0.77   |                 |
| Total | Total | 0             | 0             | 0             | 13          | 13          | 0           | 5       | 0       | 1       | 3         | 0         | 0         | 21    | 13    | 1      | 0.61            |
| 1. 2. (1) Incluye datos de Campeonato Sub-17 de la Concacaf (2017) y Campeonato Sub-20 de la Concacaf (2018). (2) Incluye datos de Copa Mundial de Fútbol Sub-17 (2017) y Copa Mundial de Fútbol Sub-20 (2019). |       |               |               |               |             |             |             |         |         |         |           |           |           |       |       |        |                 |

## Palmarés

### Títulos nacionales
| Título               | Club    | País   | Año    |
| -------------------- | ------- | ------ | ------ |
| Liga de Expansión MX | Atlante | México | A-2022 |